# Caramba grandeza
Caramba grandeza är en mångfotingart som beskrevs av Shear 1977. Caramba grandeza ingår i släktet Caramba och familjen Fuhrmannodesmidae. Inga underarter finns listade i Catalogue of Life.